# Фантх'єт
Фантх'єт (в'єт. Phan Thiết) — місто у південній частині В'єтнаму, провінції Біньтхуан. Населення міста становить 205 333 осіб (2004).

## Географія
Фантх'єт розташований на узбережжі Південно-Китайського моря, приблизно за 200 км від Хошиміна (Сайгона). З рештою частини В'єтнаму сполучається за допомогою автодоріг і (меншою мірою) — морським транспортом. Залізниці й аеропорту у місті немає.

### Клімат
Місто знаходиться у зоні, котра характеризується кліматом тропічних саван. Найтепліший місяць — травень із середньою температурою 28.3 °C (83 °F). Найхолодніший місяць — січень, із середньою температурою 24.4 °С (76 °F).
| Клімат Фантх'єта        | Клімат Фантх'єта | Клімат Фантх'єта | Клімат Фантх'єта | Клімат Фантх'єта | Клімат Фантх'єта | Клімат Фантх'єта | Клімат Фантх'єта | Клімат Фантх'єта | Клімат Фантх'єта | Клімат Фантх'єта | Клімат Фантх'єта | Клімат Фантх'єта | Клімат Фантх'єта |
| Показник                | Січ.             | Лют.             | Бер.             | Квіт.            | Трав.            | Черв.            | Лип.             | Серп.            | Вер.             | Жовт.            | Лист.            | Груд.            | Рік              |
| Абсолютний максимум, °C | 34               | 33               | 35               | 35               | 37               | 37               | 36               | 36               | 36               | 34               | 33               | 34               | 37               |
| Середній максимум, °C   | 29               | 29               | 30               | 31               | 31               | 32               | 31               | 31               | 31               | 30               | 30               | 29               | 30               |
| Середня температура, °C | 24               | 24               | 26               | 27               | 28               | 28               | 27               | 27               | 27               | 26               | 26               | 24               | 26               |
| Середній мінімум, °C    | 20               | 20               | 22               | 24               | 25               | 24               | 23               | 24               | 23               | 23               | 22               | 20               | 22               |
| Абсолютний мінімум, °C  | 14               | 16               | 17               | 20               | 22               | 21               | 20               | 17               | 22               | 20               | 17               | 12               | 12               |
| Норма опадів, мм        | 0                | 0                | 0                | 30               | 140              | 150              | 190              | 170              | 200              | 180              | 50               | 10               | 1160             |
| Днів з дощем            | 0                | 0                | 0                | 2                | 5                | 10               | 12               | 11               | 11               | 10               | 5                | 1                | 71               |
| Вологість повітря, %    | 74               | 75               | 78               | 79               | 80               | 81               | 82               | 83               | 84               | 83               | 79               | 77               | 80               |
| ----------------------- | ---------------- | ---------------- | ---------------- | ---------------- | ---------------- | ---------------- | ---------------- | ---------------- | ---------------- | ---------------- | ---------------- | ---------------- | ---------------- |
| Джерело: Weatherbase    |                  |                  |                  |                  |                  |                  |                  |                  |                  |                  |                  |                  |                  |

## Економіка
Найважливіше значення для економіки міста мають видобуток і переробка риби, а також туризм. На ділянці узбережжя від Фантх'єта до селища Муйне розташована одна з найбільших у В'єтнамі курортних зон.

## Визначні місця
- Чамські вежі Пошани. Розташовані на околиці міста. Були побудовані тямами (чамами), які населяли ці місця у давні часи і сповідували індуїзм. Досі використовуються як культові місця індуїстів. Архітектурний ансамбль включає три вежі, що зазнали ряд реконструкцій. Храми: Богу Шиві, вахані Шиви — бику Нанді і принцесі Пошани — діючі храми, у яких представники нечисленної народності чамів моляться тільки лежачи.
- Лежачий Будда на горі Таку. Розташований за 40 км від міста на висоті 500 м. Лежить найбільша у В'єтнамі статуя великого Будди Шак'ямуні, зображеного в стані нірвани. Довжина Будди — 49 метрів, що нагадує про 49 кроків на шляху до самопізнання, а висота у 11 метрів символізує 11 ступенів буддизму. Цю статую будували протягом 3-х років з 1962 по 1965 роки силами віруючих, на їхні кошти. На шляху до лежачого Будди розташовані також храм і житла ченців, кілька статуй буддистських святих і священні могили великих буддистів.
- За 40 км від міста на острові розташований Маяк Кега, який було побудовано у 1897 році французьким архітектором Шенаватом. Висота маяка — 64 метра, цей маяк визнаний одним з найкрасивіших маяків у Південно-Східній Азії.
- Червоний каньйон розташований дорогою на білі дюни і озеро лотосів недалеко від рибальського села Муйне. Каньйон, утворений з різних шарів піску. Насичений різними природними металами.
- Білі дюни і озеро, біля берегів якого ростуть лотоси.

## Галерея

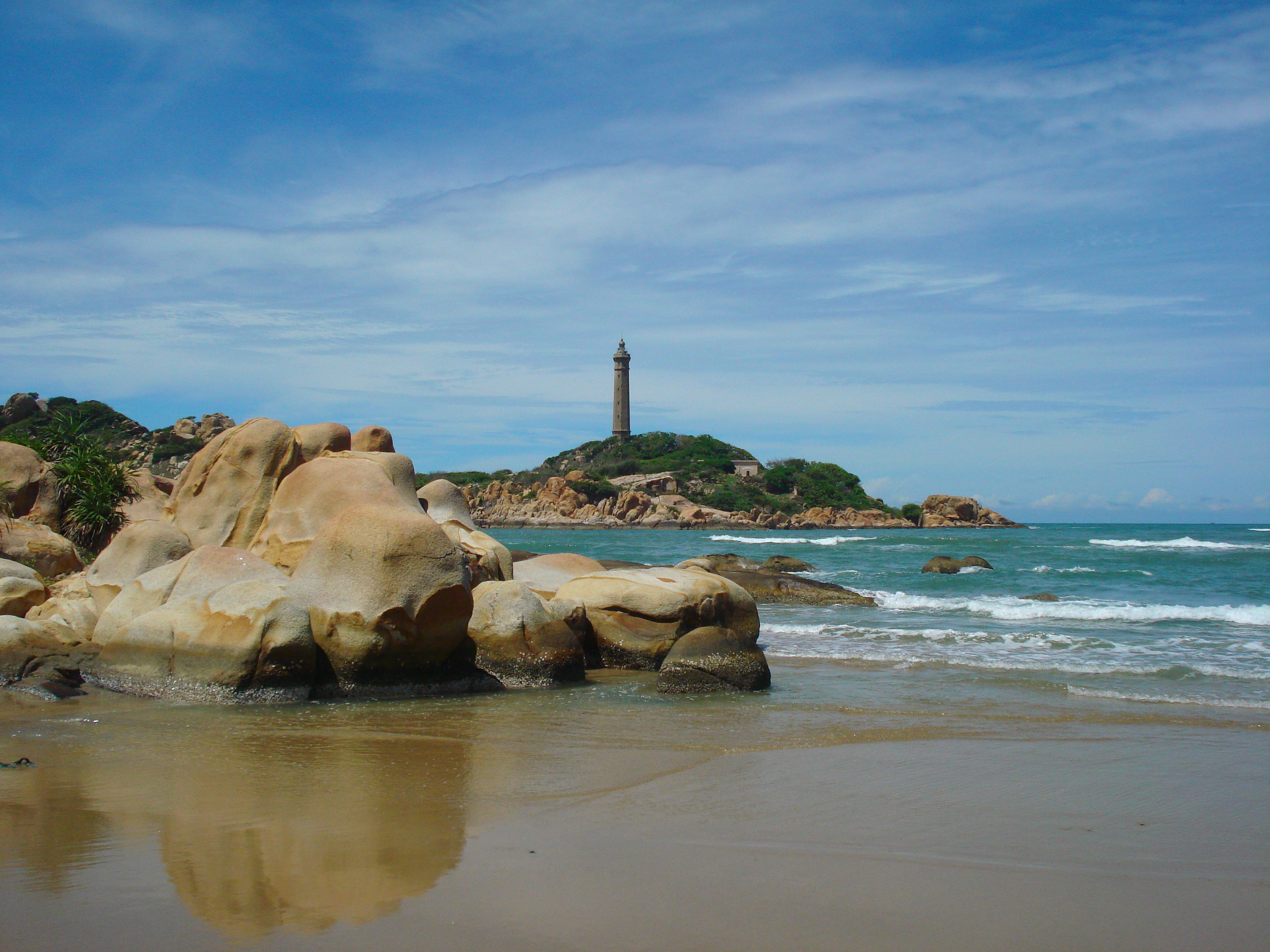
Маяк Кега
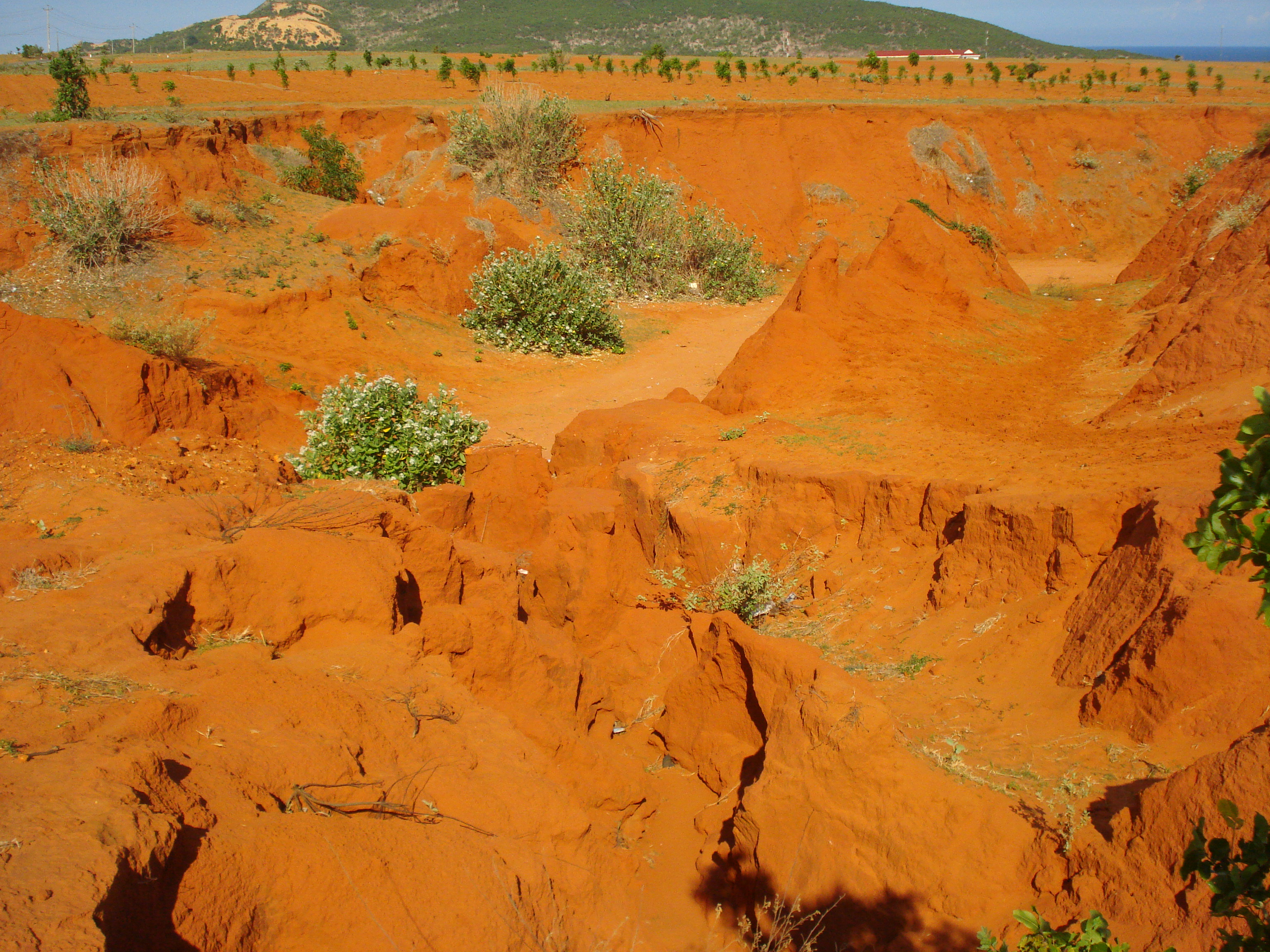
Муйне. Червоний каньйон на шляху до білих дюн та озера лотосів
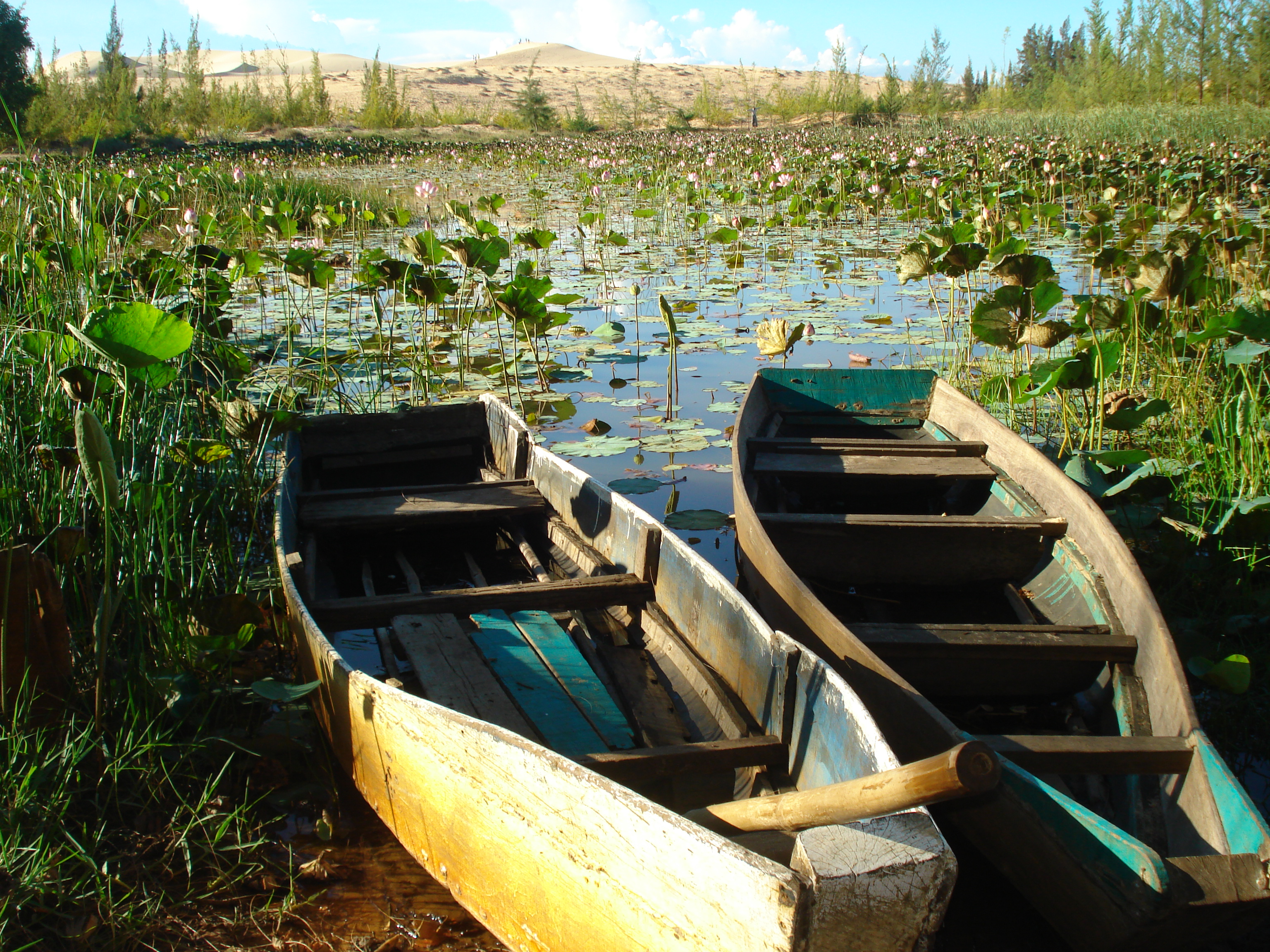
Озеро лотосів
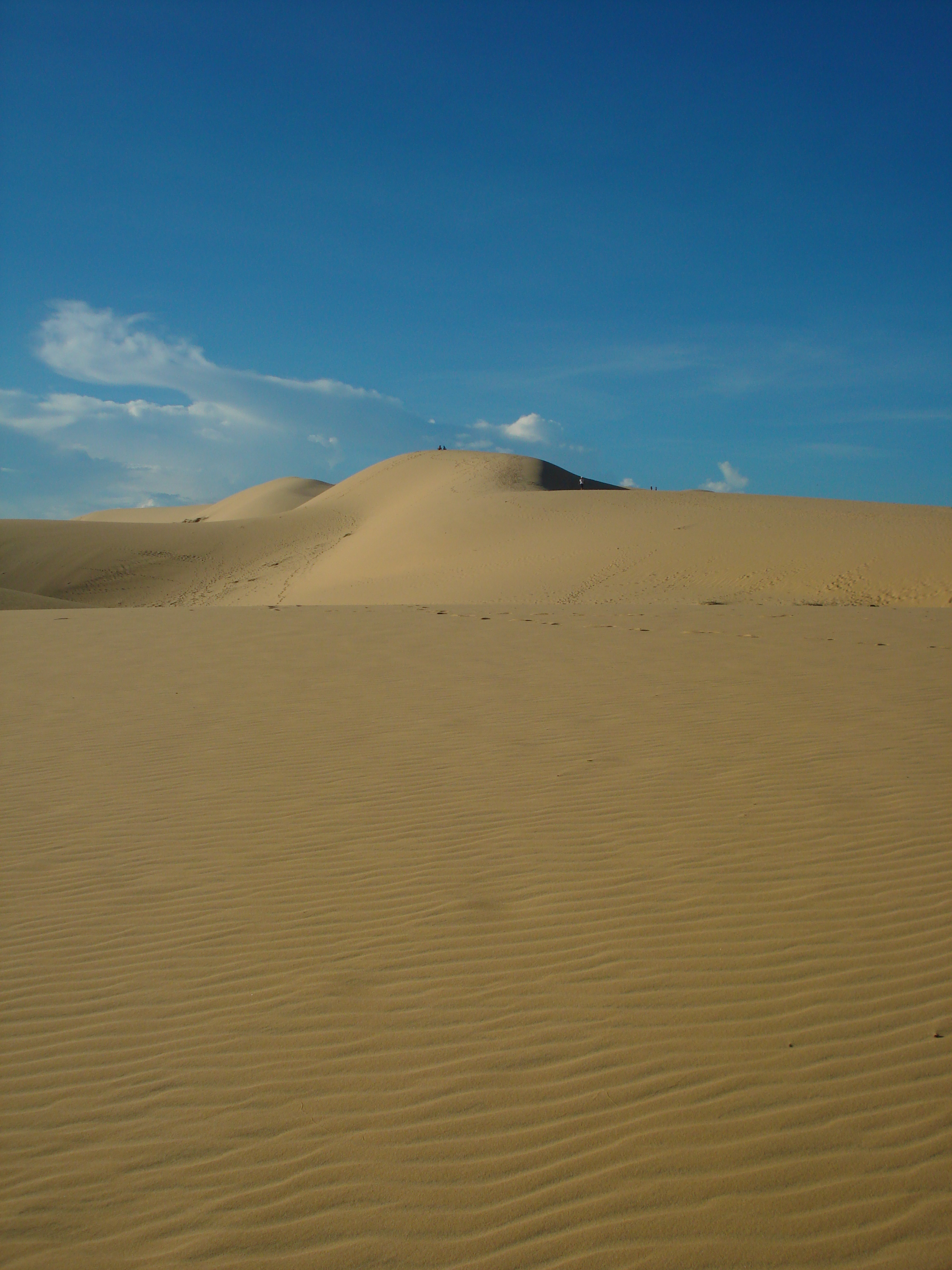
Білі дюни
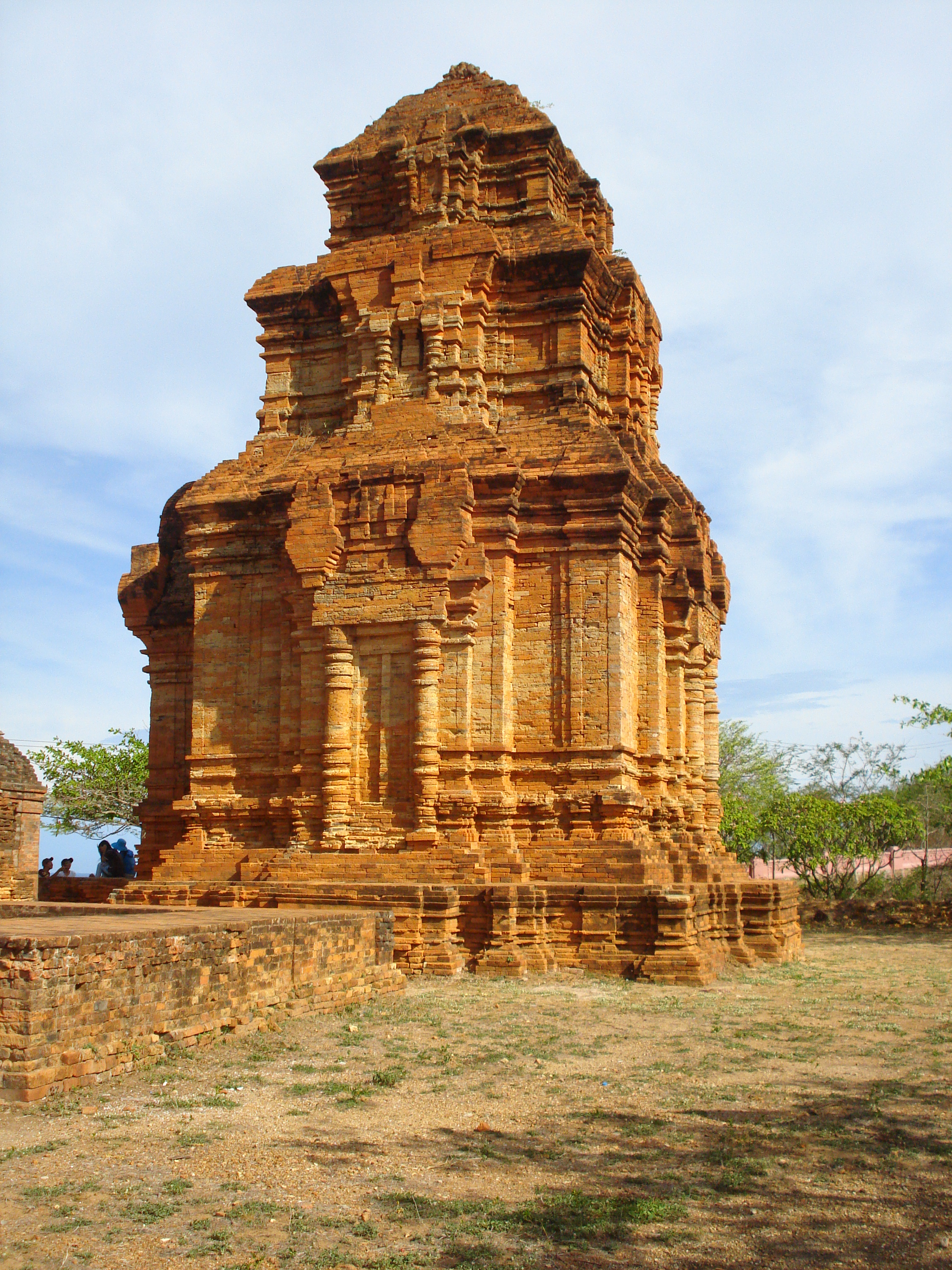
Чамські башти Пошану неподалік від міста
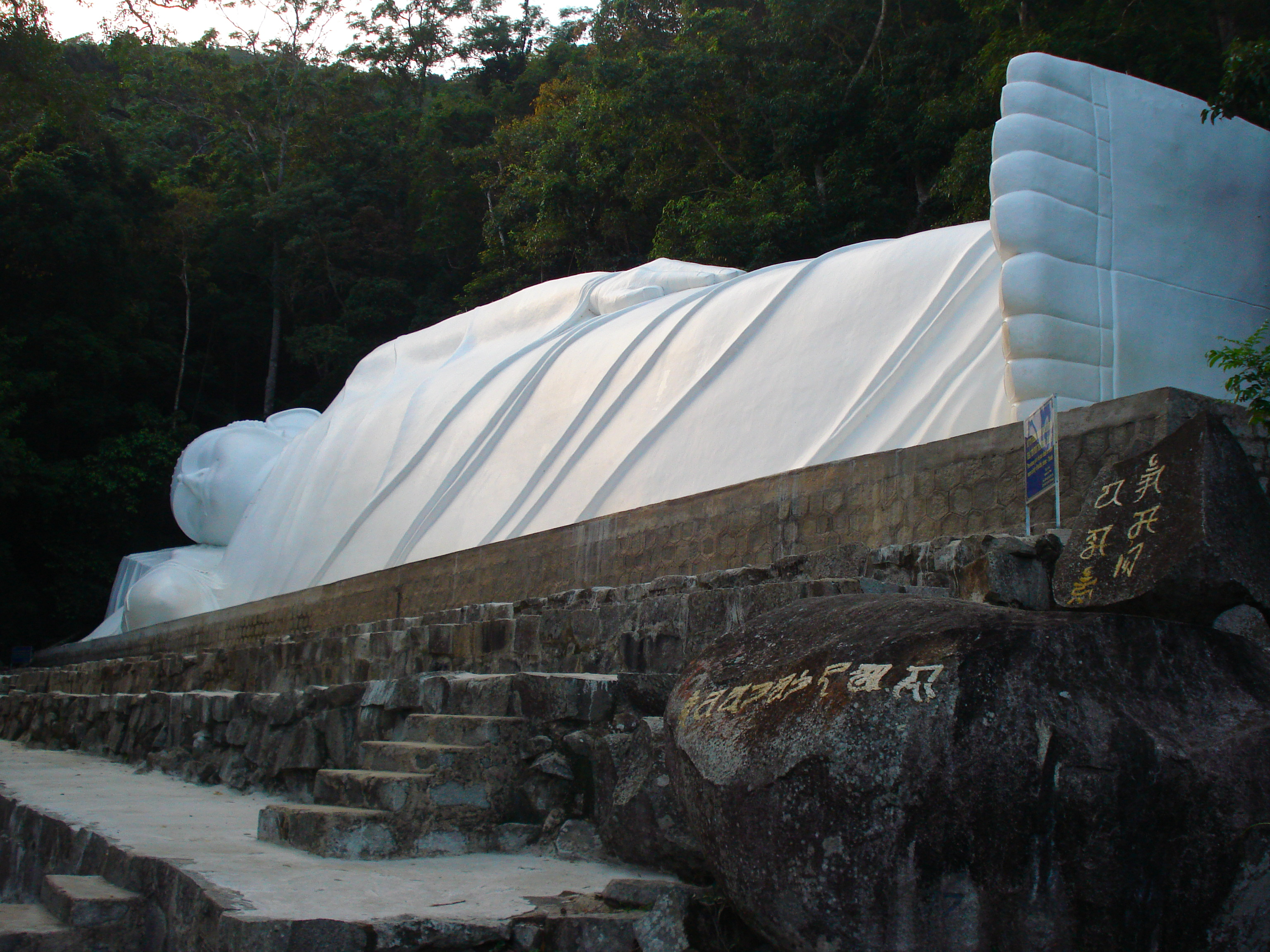
Гора Таку, Фантх'єт. Статуя Будди, що лежить
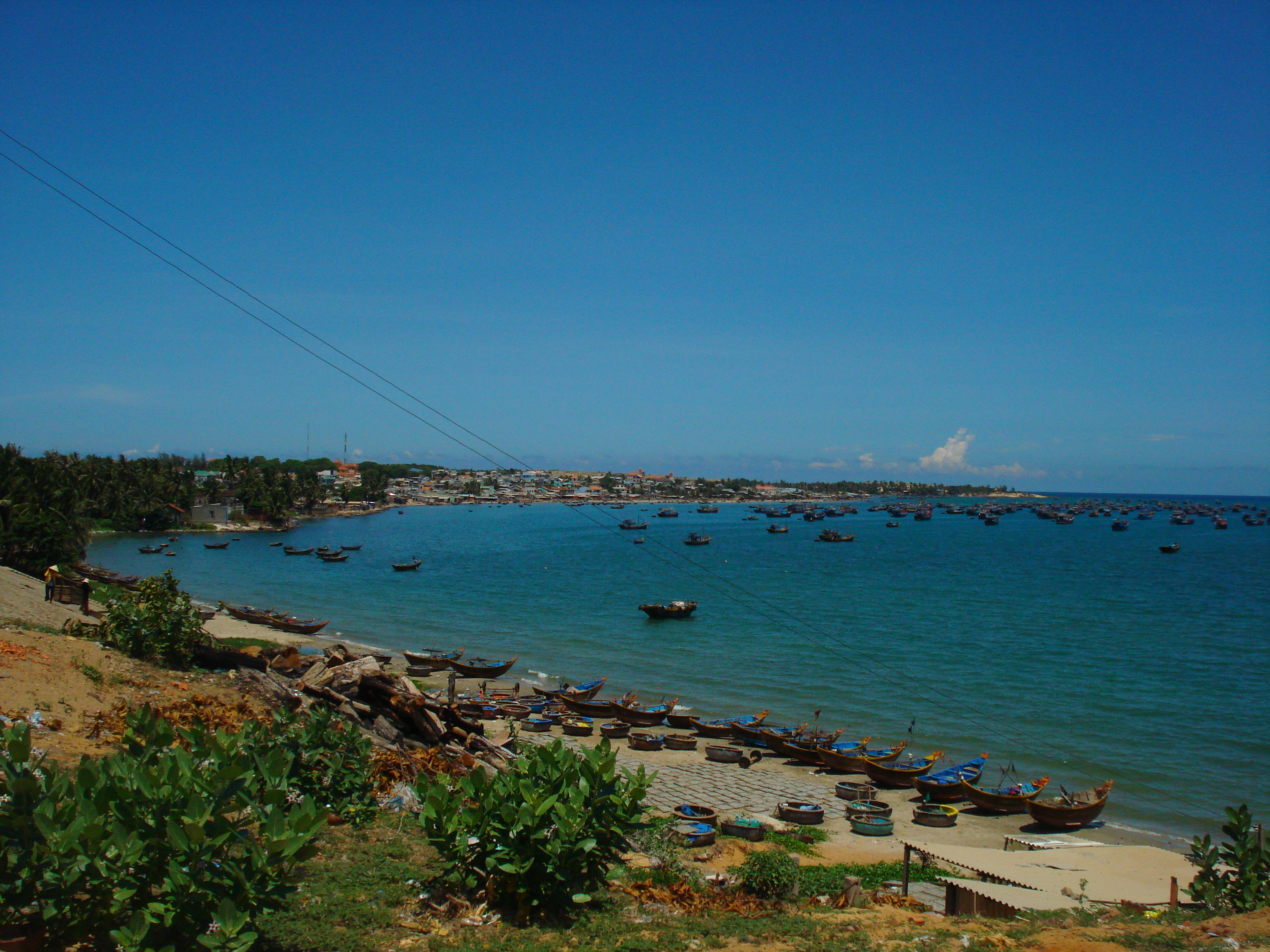
Вид на рибацьке селище Муйне
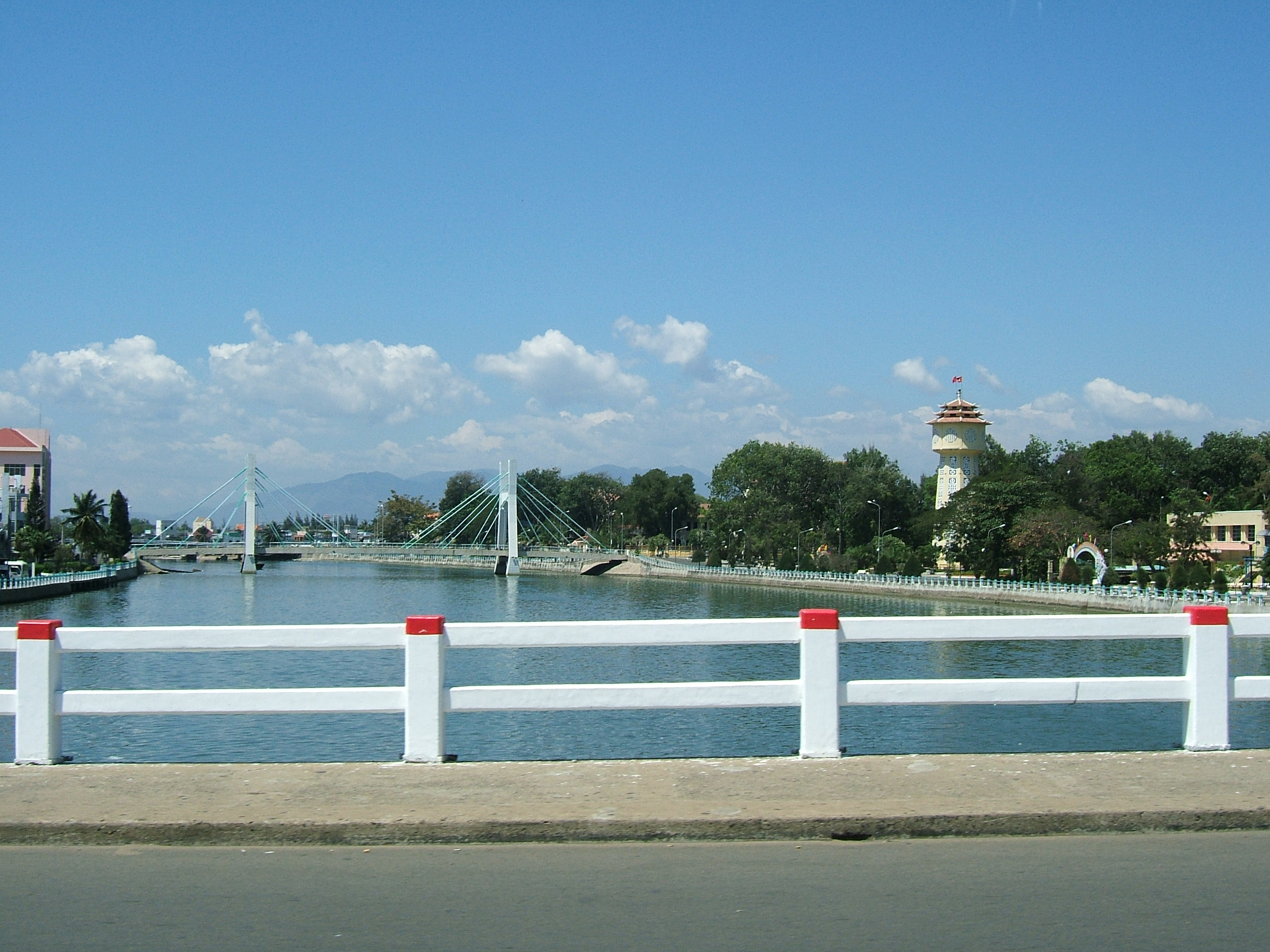
Підвісний міст і водонапірна башта